# Charles Monier
Pour les articles homonymes, voir Monier.
 (décembre 2016).
Si vous disposez d'ouvrages ou d'articles de référence ou si vous connaissez des sites web de qualité traitant du thème abordé ici, merci de compléter l'article en donnant les références utiles à sa vérifiabilité et en les liant à la section « Notes et références ».
Compléments
Mort en mission.
Charles Monier, né le 3 janvier 1920 à Saint-Maurice (Val-de-Marne), et mort le 3 mars 1953 sur le terrain d'aviation d'Istres (Bouches-du-Rhône), est un pilote de chasse et pilote d'essai français.

## Biographie
Originaire de Saint-Maurice dans la banlieue sud de Paris, à cette époque encore dans le département de la Seine, Charles Monier est passionné d'aviation et entre en 1935 à l'école Breguet dont il ressort en 1938 pour intégrer les usines Renault à l'atelier des moteurs d'avions. Il obtient son brevet de pilote civil le 16 août 1937 à l'aéro-club de Lognes et s'engage « pour la durée de la guerre » le 12 octobre 1939.

### Campagne de France
Affecté à l'école de pilotage de Bourges, puis de Limoges, il obtient son brevet militaire (no 28755) le 2 mars 1940. Il se porte volontaire pour entrer à l'école des pilotes de chasse d'Avord qu'il intègre le 13 mars 1940. L'école est repliée sur le terrain de La Rochelle-La Jarne en mai 1940. Promu sergent le 16 mai 1940, l'Armistice est signé sans qu'il ait combattu.

### Engagement dans les FAFL
Refusant l'armistice à venir, il décide avec d'autres élèves de l'école d'Avord de rejoindre l'Afrique française du Nord pour poursuivre le combat. Il embarque le 19 juin 1940 à bord d'un cargo pour le Maroc. À Casablanca, il se mêle aux Polonais embarquant à bord des cargos Djebel Dira et Oakrest et gagne Gibraltar le 4 juillet 1940. Il arrive en Angleterre le 25 juillet 1940 où il s'engage dans les Forces aériennes françaises libres (FAFL) le 1er août 1940 (matricule no 30.180) sous le pseudonyme de Jeff Ryan. Il est affecté en Afrique-Équatoriale française, de novembre 1940 à avril 1941.

### Groupe de Chasse Alsace: Moyen-Orient.
Le 25 septembre 1941, il est affecté au Groupe de Chasse Alsace (GC1) en création à Rayak. D'octobre à novembre, le groupe équipé de vieux Morane 406 hérités du GC 1/7 assure la protection de l'espace aérien Liban-Syrie-Palestine. En janvier 1942, le groupe quitte la Syrie pour rejoindre l'Égypte où il est rééquipé de Hurricanes. Il participe à la campagne de Libye. Nommé sergent-chef le 1er mars 1942, le 13 du même mois, lors d'un vol, victime d'une panne d'oxygène, il perd connaissance et s'écrase. En juillet de la même année, de nouveau victime d'une panne, il amerrit sur le lac Edco, près d'Alexandrie, y gagnant le surnom de Waterproof. En septembre 1942, le GC1 se replie en Syrie. Une partie de ses effectifs rejoint le Groupe de Chasse « Normandie » en création à Rayak, l'autre est dirigée vers l'Angleterre. Le 3 novembre 1942, Charles Monier embarque pour un voyage de deux mois vers l'Angleterre, via Le Cap.

### Squadron 340: Grande-Bretagne.
N'ayant jamais volé au sein de la Royal Air Force, il est affecté le 9 février 1943 à l'Operationnal Training Unit no 55 (O.T.U 55) pour être formé aux techniques de combats anglaises. Il rejoint ensuite le 14 mars le Squadron 340 « Île-de-France » à Turnhouse et effectue plusieurs sorties au dessus des côtes françaises, en Spitfire. Volontaire pour l'URSS, il est affecté le 15 octobre 1943 au Groupe Normandie. Trois jours plus tard, il est nommé aspirant. Il quitte l'Angleterre par mer, le 15 novembre en compagnie d'André Moynet. Arrivé le 2 décembre à Alger, il rejoint Le Caire le 8, puis Téhéran le 12. Là, commence la longue et énigmatique attente de visa pour l'URSS, pour laquelle il décolle enfin le 13 février 1944.

### Groupe de Chasse GC/3 Normandie: Russie.
Arrivé à Moscou le 15 février 1944, il rejoint neuf jours plus tard sa nouvelle escadrille à Toula où l'entraînement sur Yak 9 commence. Le 30 mars, lors d'un vol de démonstration devant Pierre Cot et Ilya Ehrenbourg, Charles Monier est victime de sa troisième panne fatale et 

« train rentré, face à la piste, heurte des arbres qui se trouvent en bordure de piste et déclenche. L'avion percute le sol de l'aile, le moteur se détache et rebondit à 20 mètres, l'avion est pulvérisé. Tout le monde pense que le pilote est en petits morceaux, il n'en est heureusement rien et Monier dont c'est le quatrième accident de ce genre s'en tire avec des légères contusions et une estafilade à la joue droite. »

Il est affecté à l'Escadrille " Cherbourg" commandée par le lieutenant Marcel Lefèvre. Le 25 mai le groupe gagne le terrain de Doubrovka, la deuxième campagne commence. Lors d'une mission de couverture au-dessus de Borissov, il abat son premier Messerschmitt Bf 109 le 26 juin, en collaboration avec quatre autres pilotes. Il est abattu à son tour par un Me 109, le 30 juillet au-dessus de Suwałki et saute en parachute. Il atterrit dans le no man's land 50 mètres devant les lignes soviétiques. Récupéré par un commando couvert par un tir de barrage, il est conduit au P.C. de la IIIe Armée. Porté disparu, puis considéré comme mort, ses camarades ont la surprise de le voir arriver sur le terrain d'Alytus deux jours plus tard. C'est la troisième fois que sa disparition est signalée. Ses camarades le surnomment Waterproof pour ses capacités ainsi que pour son endurance physique et morale ; et en souvenir de son amerissage de juillet 1942. Il est promu sous-lieutenant le 28 août. Le 17 octobre, il abat un chasseur-bombardier Focke-Wulf Fw 190. Cette victoire lui rapporte une troisième citation. Il comptabilise également une victoire probable. Ses camarades lui avait donné un surnom de combattant : "Popoff".
Il quitte le Normandie-Niémen le 12 décembre 1944 en même temps que son chef Pierre Pouyade (1911-1979) avec les pilotes justifiant plus de deux ans de service hors métropole. Ces départs réduiront le nombre d'escadrilles du régiment à trois. Faisant le chemin inverse à celui emprunté l'année précédente, il arrive à Téhéran le 22 décembre, au Caire le 29 et débarque à Alger le 14 janvier 1945. Après trois ans et demi de campagnes, il arrive en France le 20 janvier à Marignane. Il est affecté le 13 avril 1945, au French O.T.U. 80 d'Ouston (en) sous les ordres du commandant Christian Martell (1914-1945). Du 24 avril au 8 mai, il exerce la fonction d'instructeur sur Spitfire. Après l'armistice, il retourne en France et a la joie de retrouver ses camarades du Normandie-Niemen de retour d'URSS au Bourget le 20 juin.

### Pilote d'essai
La guerre finie, toujours passionné d'aviation, il intègre en décembre à sa demande le Centre d'instruction en vol des pilotes stagiaires d'Air France. Il est finalement détaché à la Direction Technique et Industrielle et affecté au Centre d'essais en vol de Brétigny-sur-Orge le 12 juillet 1946. Il est promu au grade de lieutenant le 25 août de la même année.
Rendu à la vie civile en décembre 1947 et fraichement diplômé ingénieur pilote d'essai (diplôme obtenu en cours du soir), il continue d'œuvrer au CEV. En juillet 1948, il est envoyé avec Roger Receveau aux usines Gloster pour évaluer le chasseur Meteor VII I. La même année, il participe aux essais du premier avion à réaction français, le NC 1071 équipé de réacteurs Rolls Royce Nene.
En 1949, il entre à la Société des Avions Marcel Dassault fondé par Marcel Bloch, chez qui il participe à la mise au point des avions Flamant, Ouragan, Mystère II, Mystère IV.
Le 3 mars 1953, Charles Monier décolle à 17h10 à bord du MD 452 Mystère II no 01 immatriculé F-WFUU de la Direction technique et industrielle, pour un vol d'essai de largage de bidons d'aile. Les essais sont confrontés à une difficulté : les bergers de la Crau refusent de déplacer leurs troupeaux,  obligeant le pilote à voler à basse altitude. Voler plus haut aurait entraîné la dispersion et la projection de débris, augmentant donc le risque de blesser les personnes et les animaux. Après avoir largué le bidon de droite, celui-ci heurte l'empennage et l'appareil déséquilibré part en piqué. Malgré l'expertise du pilote, l'avion percute le sol et prend feu, mettant fin à la vie et à la carrière de Charles Monier.
Pilote de chasse puis pilote d'essai au CEV et à la GAMD de 1947 à 1953, il a volé dans 91 appareils de types différents et totalisait 1 696 heures de vol. Chaque année une cérémonie du souvenir est faite au pied de la stèle qui lui est consacrée à la base d'Istres.

## Hommages
- La France a donné son nom à la base aérienne 125 Istres-Le Tubé comme nom de tradition.
- Une plaque commémorative est posée à l'endroit où son avion est tombé.
- Par une délibération du 17 octobre 1959, le conseil municipal de Cesson donne le nom d'avenue Charles-Monier à la rue principale auparavant appelée route de Corbeil.
- En 1965, la Loterie nationale émet un billet des Ailes brisées à son nom avec son effigie.

## Médailles et citations
- Chevalier de la Légion d'honneur, décret du 31 décembre 1947.
- Médaille militaire, décret du 4 avril 1945, pour prendre rang du 20 août 1944.
- Croix de guerre 1939-1945 avec 2 palmes, 1 étoile de vermeil, 1 étoile d'argent.
- Médaille de la Résistance française, décret du 3 août 1946, J.O. du 13 octobre 1946, p. 94.
- Médaille des évadés, décret du 13 août 1948, J.O. du 26 août 1948.
- Médaille commémorative des services volontaires dans la France libre : 18 décembre 1946, no 14261.
- Médaille de l'Aéronautique
- Médaille coloniale avec agrafe « Libye », décret du 27 juin 1942.
- Médaille commémorative française de la guerre 1939-1945
- Ordre de la Guerre patriotique (URSS) des 1er et 2d degré - télégramme 564 du 27 octobre 1944.
- Médaille pour la victoire sur l'Allemagne dans la Grande Guerre patriotique de 1941-1945 (URSS).
- Citation à l'Ordre de la Division, le 20 octobre 1944 :

« Équipier confirmé, le 26 juin au cours d'une mission de couverture des lignes, a abattu en collaboration un Me. 109, dans la région de Vitebsk. »

- Citation à l'Ordre de l'Armée, le 22 février 1945 :

« Jeune Chef de patrouille habile et sûr, le 17 0ctobre 1944, au cours d'un violent engagement contre de nouveaux chasseurs bombardiers allemands protégés, a abattu seul un F.W. 190 remportant ainsi sa deuxième victoire officielle »

- Citation à l'Ordre de la Chasse, le 21 mars 1945 :

« Pilote de chasse de premier ordre, d'un moral élevé et d'un courage à toute épreuve, a participé à toutes les opérations de 1944 du Régiment Normandie sur le front germano-soviétique dans le secteur de Vitebsk, Borrisow et Minsk. A effectué 8 escortes de bombardiers. En Prusse Orientale a effectué 3 mitraillages au sol à plus de 100 km en terrain adverse »

- Citation à l'Ordre de l'Armée, le 4 avril 1945 :

« Type de l'excellent pilote en qui l'on peut avoir la confiance la plus absolue. Moral à toute épreuve, résistance physique exceptionnelle, allant magnifique, habileté consommée. Engagé volontaire pour la durée de la guerre, rallié des premières heures aux Forces Aériennes Françaises Libres, a effectué 49 missions de guerre au cours des campagnes de Libye et d’Égypte. Accidenté trois fois très gravement à la suite de pannes mécaniques, a repris chaque fois sa place au combat dans le minimum de temps et chaque fois avec un moral intact. Sur le front oriental vient d'effectuer 15 missions offensives dont certaines profondément à l'intérieur des lignes ennemie. Le 30 juillet a été descendu en combat aérien par un Me 109. A atterri en parachute dans les lignes allemandes, a réussi à se cacher et à rejoindre les lignes amies pour reprendre aussitôt sa place de pilote à son unité. A toujours fait plus que son devoir en sachant rester un modèle de modestie. »

 Signé Charles de Gaulle - J.O. du 22 avril 1945.